# Ocra (Perú)
Ocra es una localidad peruana ubicada en el distrito de Chinchaypujio, de la provincia de Anta en el oeste del departamento del Cuzco.
El pueblo se autodenomina como «ayllus Uqra Katunki», sus principales ingresos son la agricultura y recientemente el turismo cultural.

## Historia
A fines de la década de 1960, durante la reforma agraria llevada a cabo por el Gobierno Revolucionario de la Fuerza Armada, la hacienda de Ocra se dividió en muchas parcelas pequeñas y se entregó a los agricultores locales, quienes a su vez se convirtieron en propietarios de la tierra.

## Clima
El invierno en Ocra (entre mayo y agosto) es suave y seco, el verano (entre noviembre y febrero) es ligeramente más tibio y mucho más húmedo con un aproximado de 162mm de lluvia, esto es algo habitual para los andes cusqueños.

## Agricultura
Ocra es un pueblo habitado por labradores de subsistencia; sus principales actividades son agrarias y son el sustento de la economía local. Los cultivos son variados, siendo la mayoría tubérculos como la papa y el olluco.

## Cultura
Por medios de ONGs y el gobierno peruano, Ocra fue reconocido como un punto de cultural ancestral andino aún vigente. En una competición entre 14 países en Latinoamérica con 300 nombramientos, un proyecto de la localidad ganó en 2014 el premio de «Proteger el Patrimonio Cultural Intangible» por sus estudios de Cultura y derechos indígenas del Municipio de Distrito de Chinchaypujio.
Ocra está gobernado por un consejo comunitario que controles reuniones semanales con todos los  habitantes; la mayoría de decisiones están hechas directamente democráticas. El comunitario también práctica el sistema de faena (sabido tan Mink'a en Quechua), un tributo de trabajo comunitario semanal obligatorio que todos los adultos realizan.
La mayoría de campesinos en Ocra utilizan productos reciclados para hacer sus zapatos, siendo el principal un sándalo duradero de estilo inca, de color negro y hecho de partes de neumático.

## Turismo
Ocra ofrece experiencias de estancia en granjas participativas (tourismo vivencial) a turistas a través de Quechua Escuela y Quechua Trips iniciativas de Viajes, así como viajes de día auténtico con pastoreo de llamas con algún lugareño.

## Galería

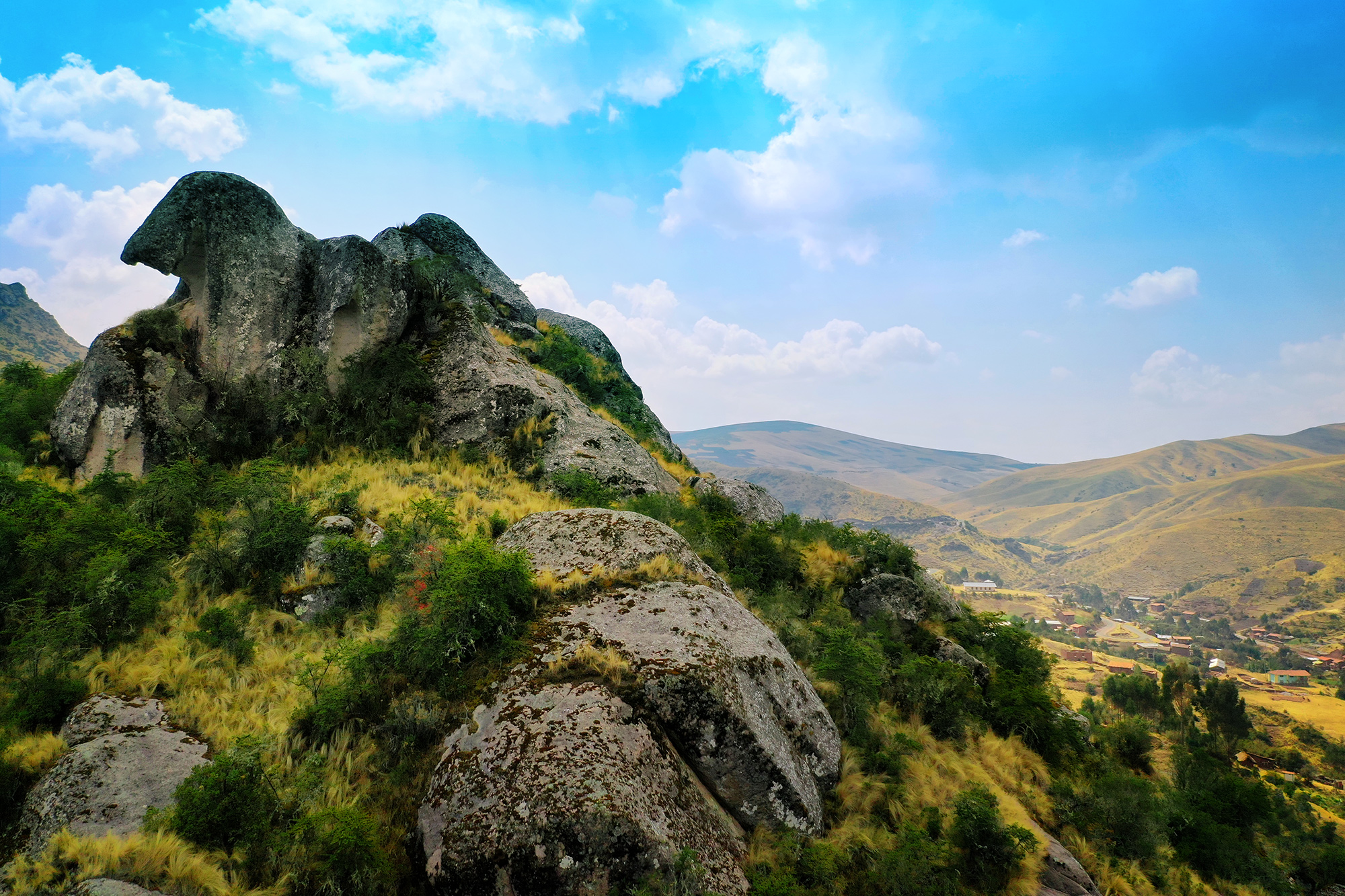
La roca "Cabeza de Cóndor" en Ocra.
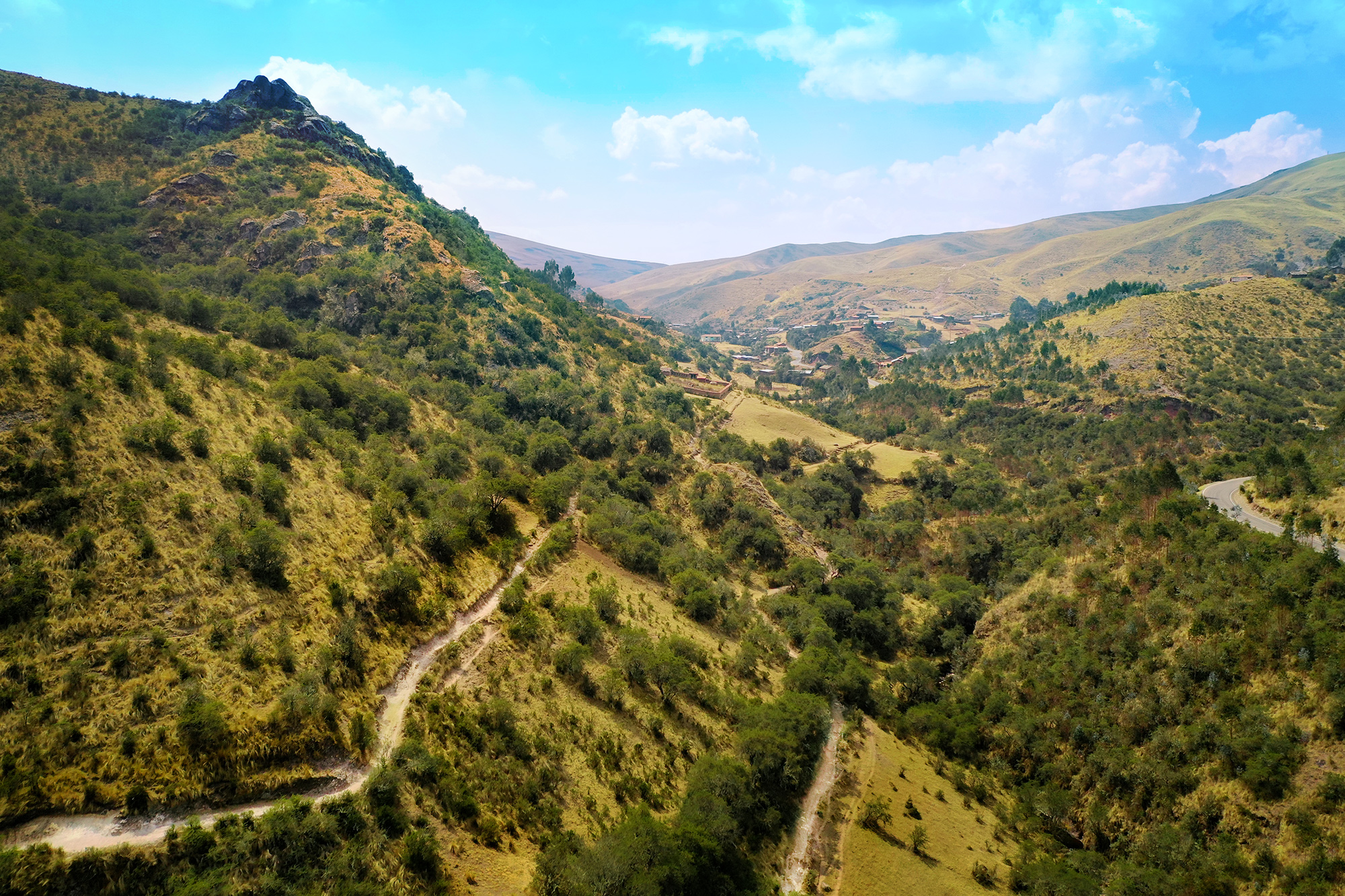
Rutas de senderismo en Ocra.
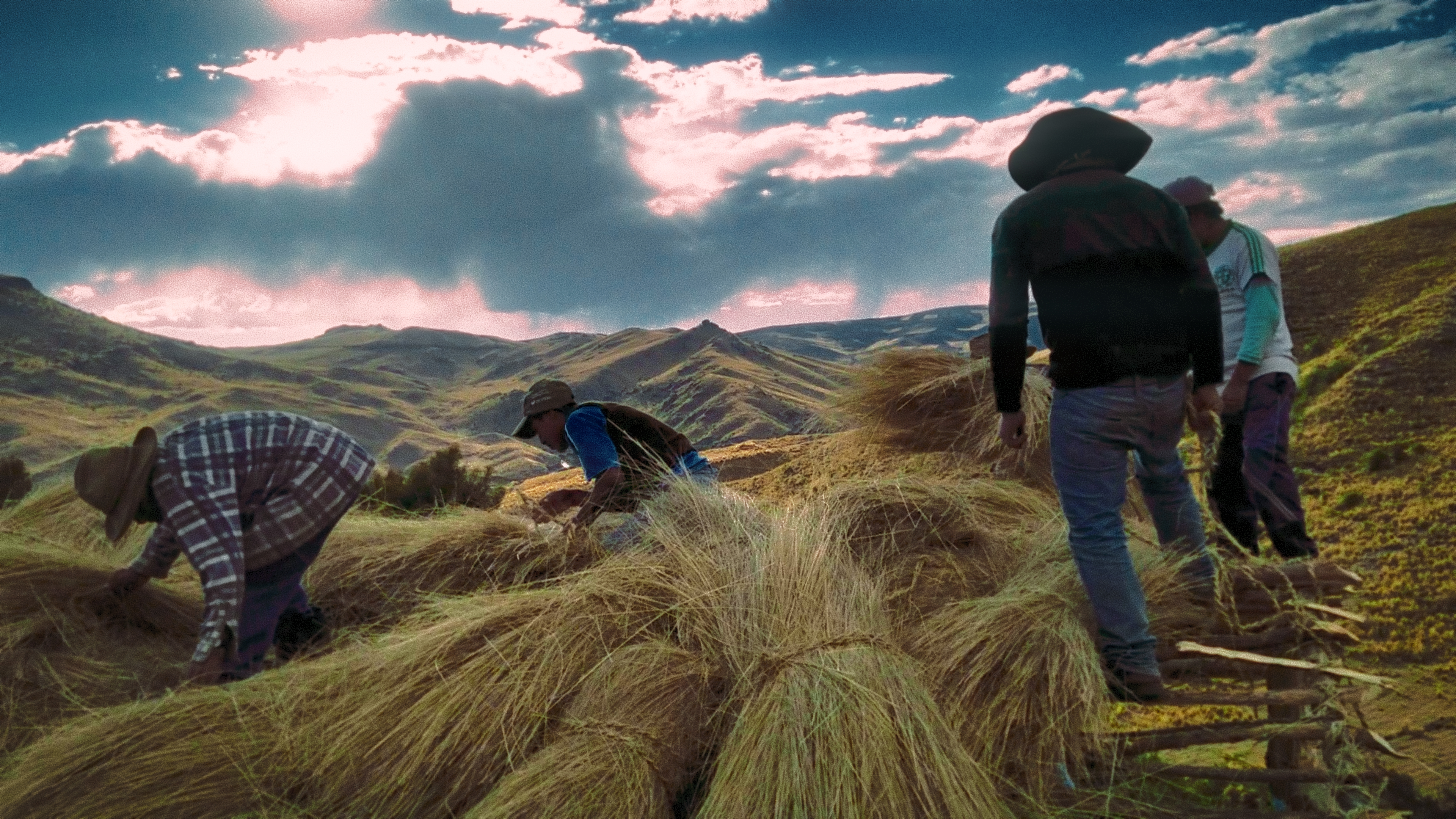
Construyendo un techo de paja con pasto local en Ocra durante una faena.
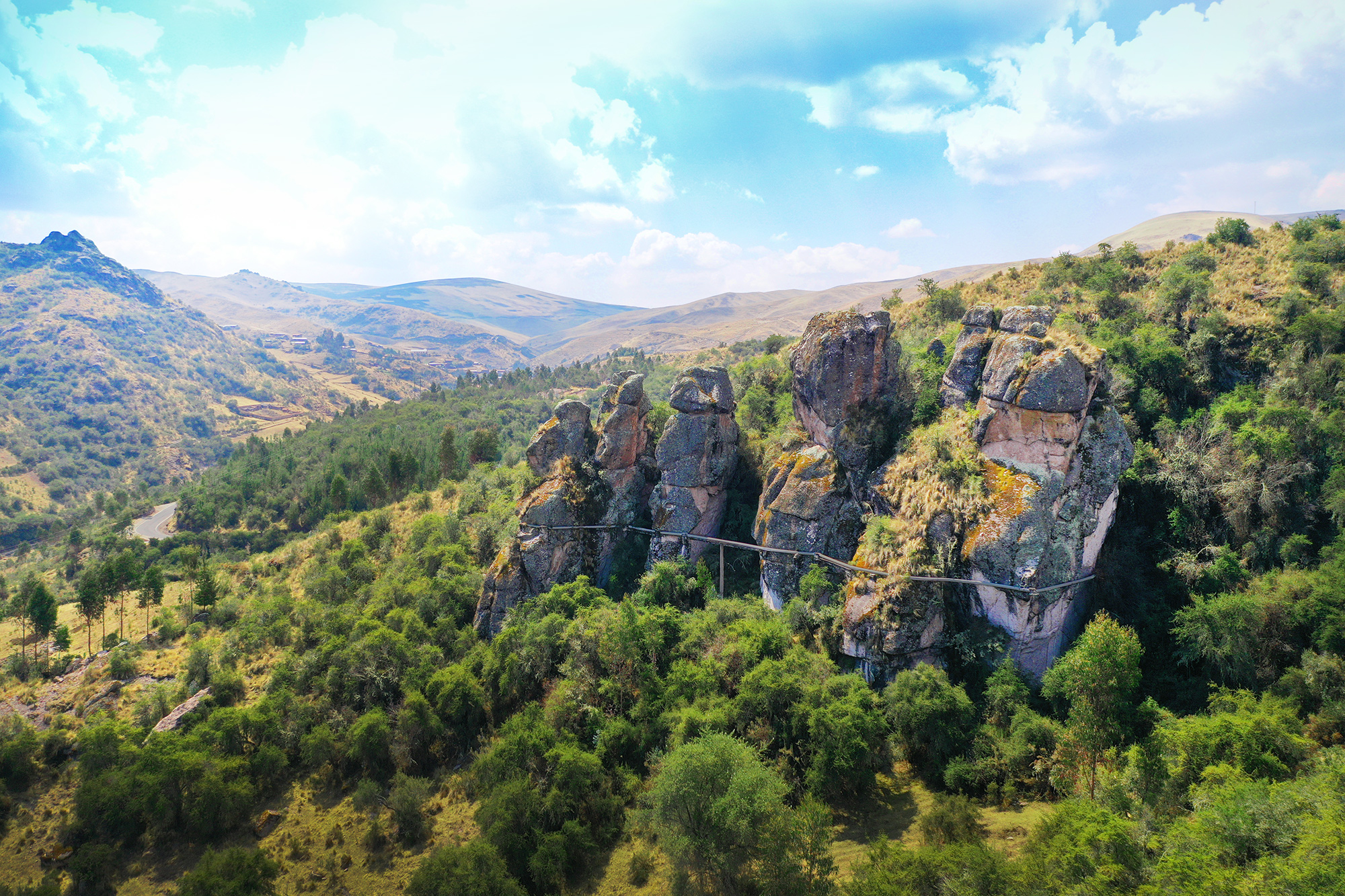
"Rocas de Matrimonio" formación en Ocra.
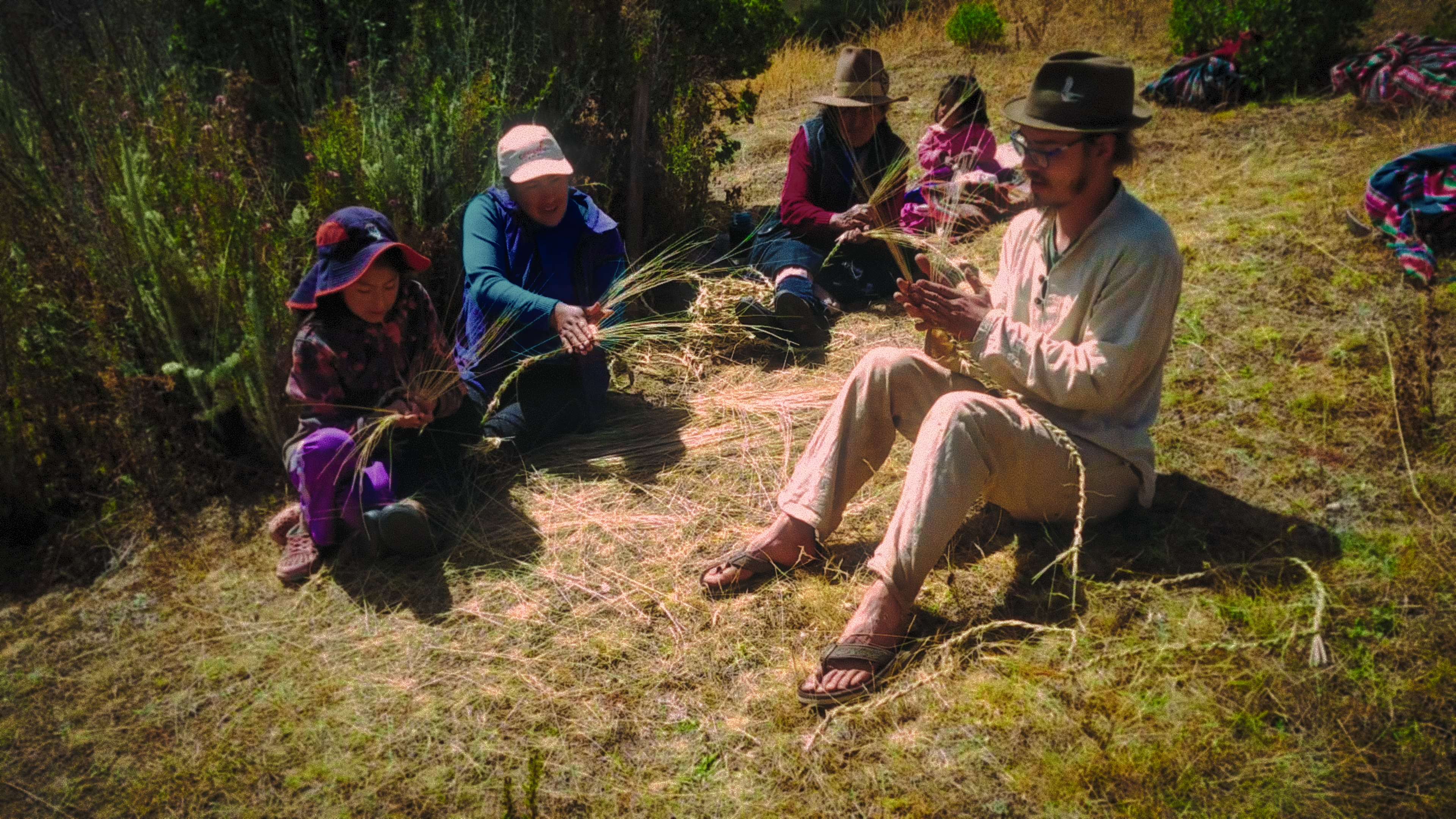
Voluntarios aprendiendo a construir una cuerda hecha a mano de hierba.
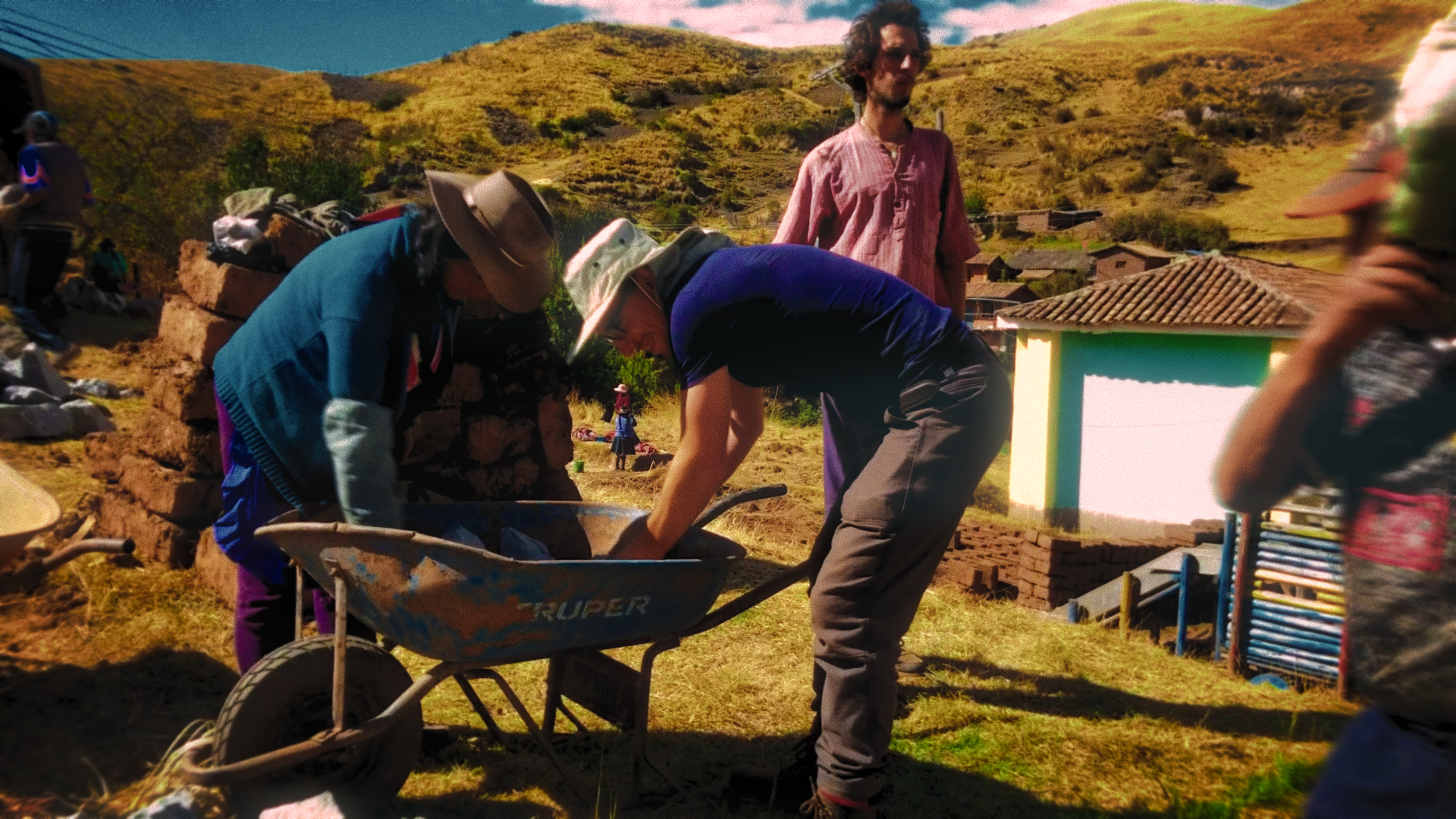
Cocina comunal construyendo faena con voluntarios en Ocra.